# Dušan Veselinović
Pour les articles homonymes, voir Veselinović.
Dušan Veselinović (né le 6 juin 1999) est un coureur cycliste serbe.

## Palmarès sur route

### Par année
- 2016
  - 3e du championnat de Serbie sur route juniors
- 2017
  - Belgrade Trophy Milan Panić :
    - Classement général
    - 1re étape
- 2019
  - 2e du championnat de Serbie de la montagne
- 2020
  -  Champion de Serbie du critérium
  - 3e du championnat de Serbie du contre-la-montre
- 2021
  -  Champion de Serbie du contre-la-montre espoirs
  - Classement général du Tour d'Albanie
  - 3e du championnat de Serbie du contre-la-montre

### Classements mondiaux
| Année                                 | 2018  | 2019  | 2020  | 2021  |
| ------------------------------------- | ----- | ----- | ----- | ----- |
| Classement mondial                    | 2850e | 3094e | 1382e | 1111e |
| UCI Europe Tour                       | 1910e | 1904e | 1043e | 825e  |
|                                       |       |       |       |       |
| Légende : nc = non classéSource : UCI |       |       |       |       |

## Palmarès en cyclo-cross
- 2013-2014
  -  Champion de Serbie de cyclo-cross cadets
- 2014-2015
  - 2e du championnat de Serbie de cyclo-cross cadets
- 2015-2016
  -  Champion de Serbie de cyclo-cross juniors
- 2016-2017
  -  Champion de Serbie de cyclo-cross juniors
- 2017-2018
  - 2e du championnat de Serbie de cyclo-cross
- 2019-2020
  - 2e du championnat de Serbie de cyclo-cross
- 2020-2021
  - 2e du championnat de Serbie de cyclo-cross
- 2021-2022
  - 2e du championnat de Serbie de cyclo-cross
- 2023-2024
  -  Champion de Serbie de cyclo-cross

## Palmarès en VTT
- 2016
  -  Champion de Serbie de cross-country juniors
- 2017
  -  Champion de Serbie de cross-country juniors
- 2019
  -  Champion de Serbie de cross-country marathon
  - 3e du championnat de Serbie de cross-country
- 2020
  - 2e du championnat de Serbie de cross-country